# Krasnaja Poljana
Krasnaja Poljana (ryska: Красная Поляна, "Röda gläntan" eller "Vackra gläntan") är en skidort nordost om Sotji i Ryssland. Orten står under Sotjis administration och hade 4 772 invånare i början av 2015.
Vid Olympiska vinterspelen 2014 hölls tävlingar i längdskidor, skidskytte, alpint, snowboard med flera utomhussporter i Krasnaja Poljana. Den alpina anläggningen kallas Roza Chutor (Роза Хутор) och ligger cirka 6 km öster om själva orten Krasnaja Poljana.

## Externa länkar

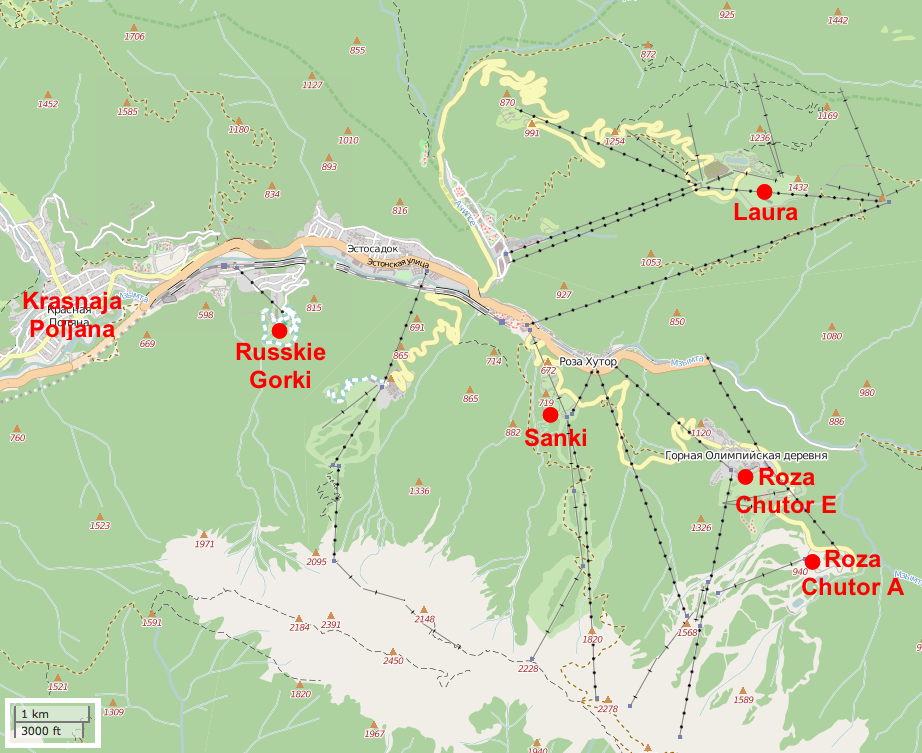
Anläggningarna i Krasnaja Poljana, där utomhussporterna avgjordes under OS 2014. Krasnaja Poljana markerar själva orten. Laura motsvarar själva skidstadion. Russkie Gorki är hoppbackarna. Sanki är isbanorna för rodel/bob/skeleton. Roza Chutor E respektive A är banorna för freestyle/snowboard respektive målområdet för de (längre) alpina loppen.